# Patrinia villosa
Patrinia villosa är en kaprifolväxtart. Patrinia villosa ingår i släktet Patrinia och familjen kaprifolväxter.

## Underarter
Arten delas in i följande underarter:
- P. v. punctifolia
- P. v. villosa

## Bildgalleri

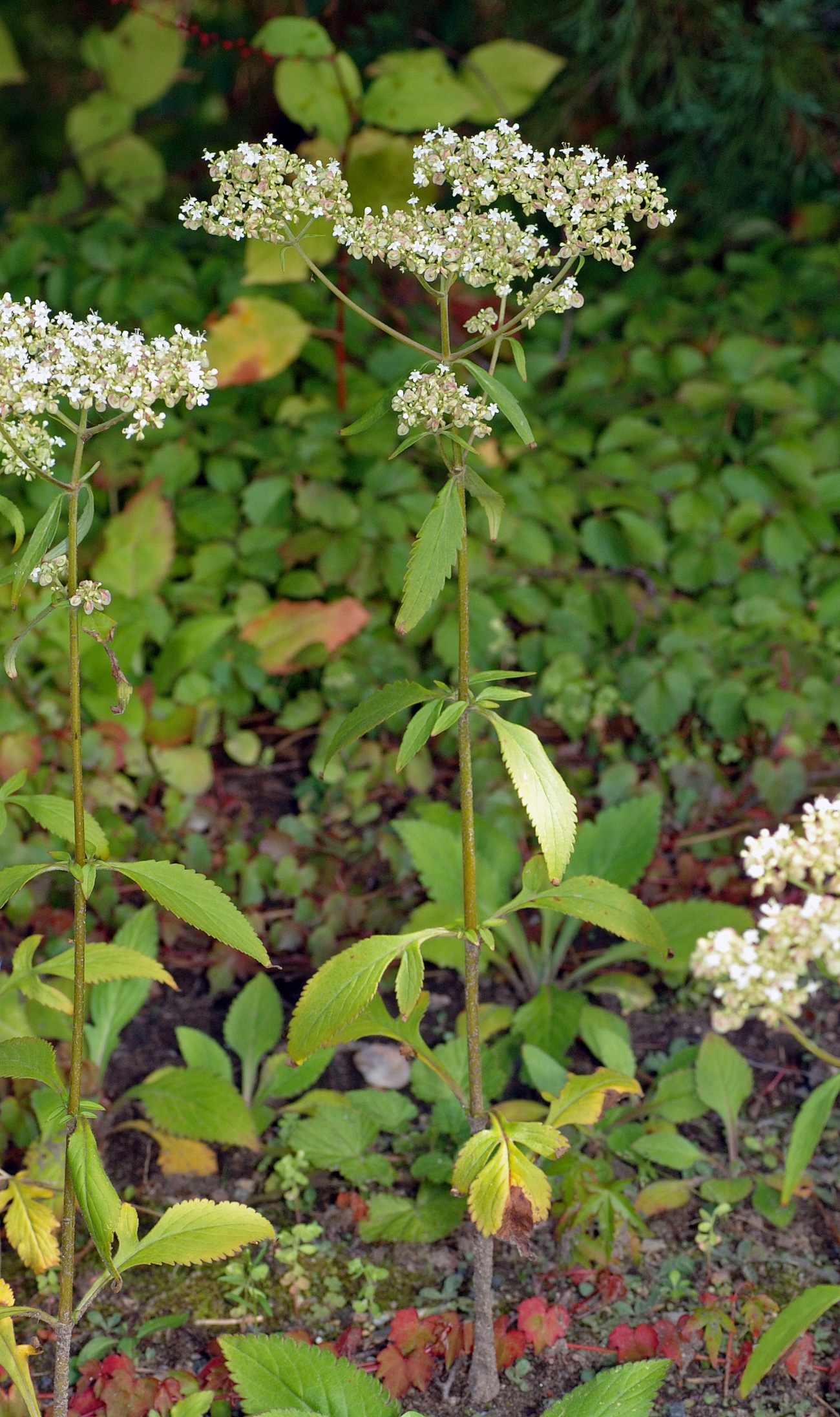
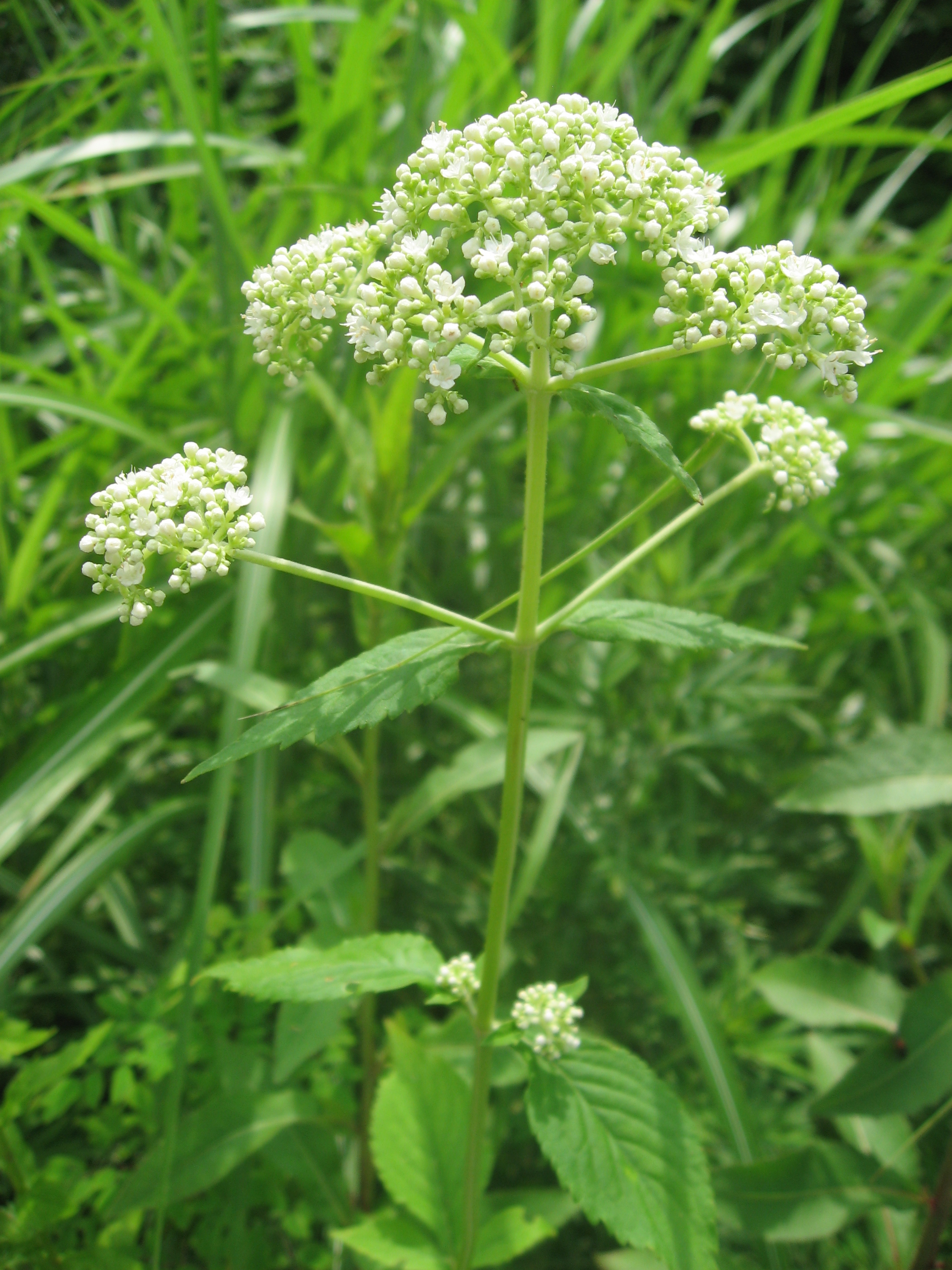